# Ochropleura spinosoides
Ochropleura spinosoides is een vlinder uit de familie uilen (Noctuidae). De wetenschappelijke naam van deze soort is voor het eerst geldig gepubliceerd in 1989 door Poole.
De soort komt voor in tropisch Afrika.